# George S. Patton
George Smith Patton, Jr., född 11 november 1885 i San Gabriel, Kalifornien, död 21 december 1945 i Heidelberg, amerikanska ockupationszonen i Tyskland, var en amerikansk officer i USA:s armé och från 14 april 1945 fyrstjärnig general. 
Patton var en av de mest framstående amerikanska befälhavarna under andra världskriget. Han är särskilt känd för sitt ledarskap över sjunde armén under fälttåget i Sicilien 1943, och senare över tredje armén i Frankrike och Tyskland 1944–1945 efter landstigningen i Normandie. Hans snabba och offensiva krigföring, ofta kallad "blitzkrig med amerikanska förtecken", bidrog till de allierades framryckning mot Nazitysklands nederlag.
Patton hade tidigare deltagit i både Mexikanska expeditionen 1916 och första världskriget, där han var pionjär inom användningen av stridsvagnar. Han var också en färgstark och kontroversiell figur, känd för sin tuffa disciplin, sina karismatiska tal till trupperna och sina starka åsikter, vilket ofta ledde till konflikter med både överordnade och allierade.
Han avled i sviterna av en bilolycka som inträffade 9 december 1945, kort efter krigsslutet, medan han tjänstgjorde i den amerikanska ockupationsstyrkan i Tyskland. Han begravdes på Luxembourg American Cemetery and Memorial i Luxemburg, enligt eget önskemål att vila bland sina soldater.
Pattons liv och karriär skildras i den prisbelönta filmen Patton från 1970, där han spelas av George C. Scott.

## Biografi
George S. Patton var en färgstark pansargeneral under andra världskriget som uppmärksammades för sina segrar i kriget men också för sitt hårda styre och sina uttalanden i pressen. När de allierade landsteg i Nordafrika i november 1942 under befäl av generallöjtnant Dwight D Eisenhower var Patton chef för en amerikansk styrka som erövrade Marocko. Patton blev 6 mars 1943 befälhavare för 2:a amerikanska kåren som ingick i 18 armégruppen under den brittiske generalen Harold Alexander. Motståndet utgjordes av axelmakternas Armégrupp Afrika, som bildats 22 februari 1943 och bestod av tyska och italienska trupper med generalfältmarskalk Erwin Rommel som befälhavare men redan 10 mars blev generalöverste Hans-Jürgen von Arnim ny befälhavare. Axelmakterna kapitulerade i Nordafrika 13 maj 1943. Patton var därefter chef för den amerikanska 7:e armén 10 juli - 31 december 1943. Pattons trupper deltog i erövrandet av Sicilien 10 juli - 17 augusti 1943 och Patton intog slutligen Messina 16 augusti. Från 25 januari 1944 till 7 oktober 1945 ledde Patton den amerikanska 3:e armén i Nordvästeuropa, bland annat under Ardenneroffensiven. Han utmärkte sig fram till krigets slut som en av de allierades främsta befälhavare på slagfältet. Efter kriget blev han militärguvernör i Bayern. Från 7 oktober 1945 fram till sin död var han chef för 15:e armén. Patton blev brigadgeneral 1 oktober 1940, generalmajor 4 april 1941, generallöjtnant 12 mars 1943 och general 14 april 1945.  

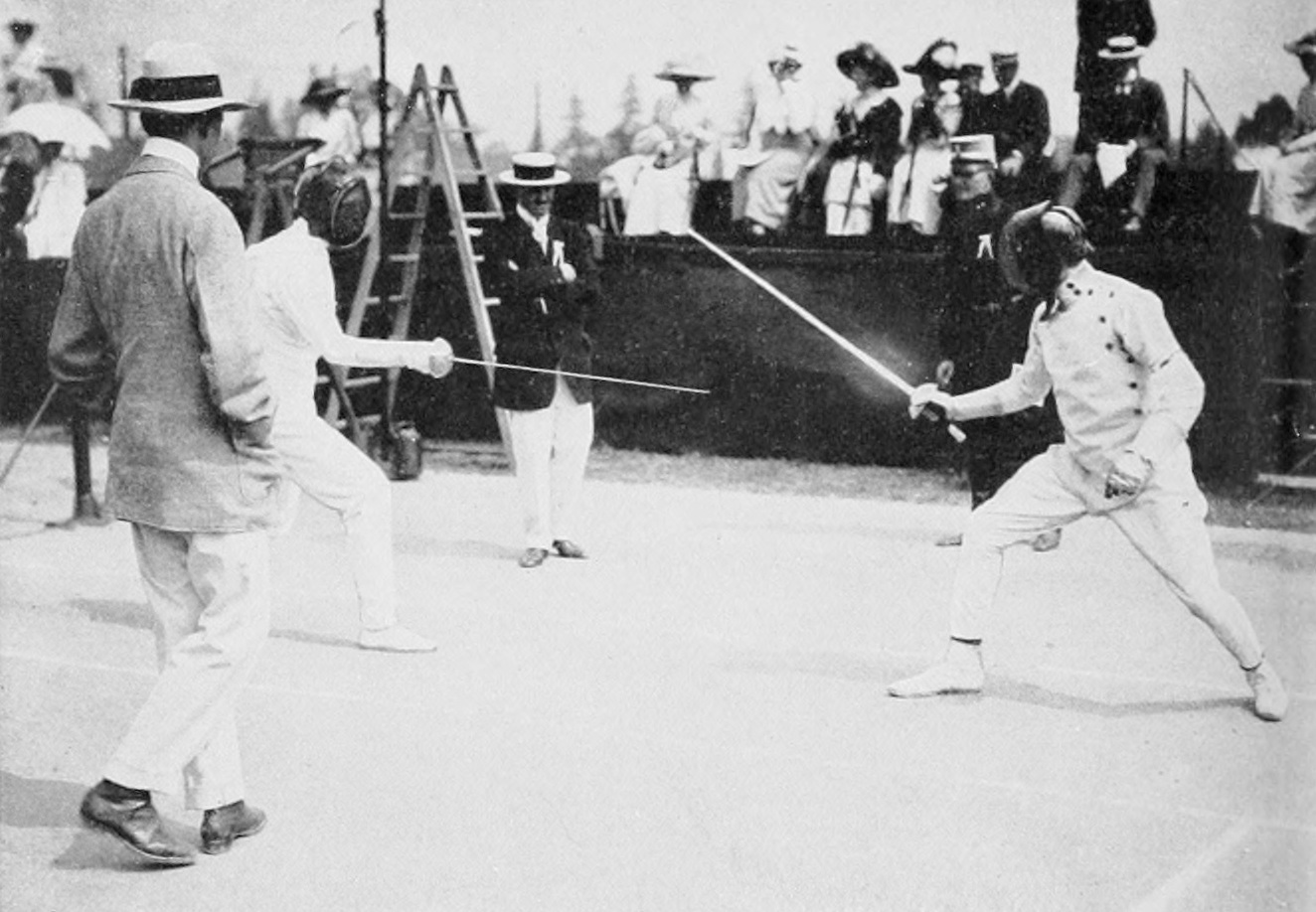
Patton till höger fäktar i modern femkamp under Olympiska spelen 1912 i Stockholm.

Patton deltog i Olympiska sommarspelen 1912 i Stockholm och blev 5:a i modern femkamp. I november 1945 besökte han åter Sverige efter att ha blivit inbjuden av den svenska regeringen. Dåvarande arméchefen general Archibald Douglas bjöd på middag på Täcka udden på Södra Djurgården. Patton träffade också det svenska femkampslaget från 1912 i en kamratlig pistolskyttetävling med efterföljande middag på medlemsklubben Militärsällskapet. Även ett endags besök hos Upplands regemente i Uppsala. Patton lär också ha träffat kung Gustaf V på Tullgarns slott.

## Död
Den 9 december 1945, några månader efter andra världskrigets slut, skadades Patton allvarligt i en bilolycka utanför Mannheim, Tyskland, när hans bil kolliderade med en lastbil. Han ådrog sig en fraktur på halskotpelaren och blev förlamad från halsen och nedåt. Trots intensiv vård avled han tolv dagar senare, den 21 december 1945, på ett militärsjukhus i Heidelberg.
Patton begravdes enligt egen önskan på Luxembourg American Cemetery and Memorial i Hamm, Luxemburg, tillsammans med de soldater han hade lett under kriget.

### Konspirationsteorier
Efter George S. Pattons död har det förekommit olika konspirationsteorier som ifrågasätter den officiella förklaringen om att han avled till följd av komplikationer efter en bilolycka. Vissa teorier menar att Patton mördades på grund av sina politiska åsikter och kritik mot de allierades ockupationspolitik i Tyskland, eller för att han motsatte sig Sovjetunionens inflytande i Europa efter kriget. Dessa påståenden saknar dock stöd i tillgängliga historiska bevis och betraktas allmänt som spekulationer.  
De flesta historiker och experter anser att Pattons död orsakades av olyckan och efterföljande medicinska komplikationer, och att konspirationsteorierna är resultatet av hans kontroversiella personlighet och starka offentliga profil.

## Övrigt
Patton deltog i sommarolympiaden 1912 i Sverige där han tävlade i modern femkamp. 
Dåvarande kavallerilöjtnant George S. Patton designade 1913 USA:s sista fastställda militära sabelmodell; m/1913. 
Tre amerikanska stridsvagnar har officiellt fått sina namn efter Patton, M46 Patton, M47 Patton och M48 Patton. Vidare kom en stridsvagn inofficiellt att kallas M60 Patton. Patton skrev de delvis självförhärligande memoarerna Mitt krig. År 1970 kom filmen Patton – Pansargeneralen med George C. Scott i rollen som Patton.
År 2005 framröstades general Patton till USA:s främste general genom tiderna framför både Robert E. Lee, John Pershing och George Washington.
En gång sade Patton: "A good plan violently executed this week is better than a perfect plan executed next week".

## Befattningar
- Machinegun Platoon/3/15th Cavalry Regiment
- K/3/15th Cavalry Regiment
- A/1/7th Cavalry Regiment
- HQ:s Troop/American Expeditionary Force
- 302nd Tank Center
- 1st Light Tank Battalion
- 1st Light Tank Regiment
- 1st Tank Brigade
- 304th Tank Brigade
- 3/3rd Cavalry Regiment
- 5th Cavalry Regiment
- 3rd Cavalry Regiment
- 2/2nd Armored Division
- 2nd Armored Division
- I Armored Corps
- Desert Training Center
- I Armored Corps
- II Corps
- I Armored Corps
- Seventh United States Army
- Third United States Army
- Fifteenth United States Army

## Befordringar
Pattons datum för utnämningar till olika militära grader.
| Datum           | Grad                                 | Komponent        |
| --------------- | ------------------------------------ | ---------------- |
| 11 juni 1909    | Fänrik (Second Lieutenant)           | Reguljära armén  |
| 23 maj 1916     | Löjtnant (First Lieutenant)          | Reguljära armén  |
| 15 maj 1917     | Kapten (Captain)                     | Reguljära armén  |
| 26 januari 1918 | Major                                | Nationella armén |
| 30 mars 1918    | Överstelöjtnant (Lieutenant Colonel) | Nationella armén |
| 17 oktober 1918 | Överste (Colonel)                    | Nationella armén |
| 30 juni 1920    | Kapten (permanent grad)              | Reguljära armén  |
| 1 juli 1920     | Major                                | Reguljära armén  |
| 1 mars 1934     | Överstelöjtnant                      | Reguljära armén  |
| 1 juli 1938     | Överste                              | Reguljära armén  |
| 2 oktober 1940  | Brigadgeneral (Brigadier General)    | USA:s armé       |
| 4 april 1941    | Generalmajor (Major General)         | USA:s armé       |
| 12 mars 1943    | Generallöjtnant (Lieutenant General) | USA:s armé       |
| 14 april 1945   | General (fyra-stjärnig)              | USA:s armé       |

Patton uppnådde generalsgrad kort före krigsslutet i april 1945, en höjning som reflekterade hans avgörande ledarskap under kampanjerna i Europa. Efter kriget återgick hans permanenta grad till reguljära armén, medan generalgraden var en temporär utnämning inom Army of the United States.

## Utmärkelser
- Storkors av Ouissam Alaouite-orden,  1943
- Hedersmedborgare av Plzeň,  6 maj 1995[5]
- Bronze Star
- Tjeckiska Segermedaljen
- Distinguished Service Medal
- European-African-Middle Eastern Campaign Medal
- Army of Occupation Medal
- Storofficer av Leopoldsorden[6]
- Croix de Guerre
- Distinguished Service Cross
- Adolf av Nassaus civil- och militärförtjänstorden
- Tjeckoslovakiska krigskorset 1939–1945
- American Campaign Medal
- World War II Victory Medal
- Belgiens krigskors 1940
- Purpurhjärtat
- Legionär av Legion of Merit
- Kommendör av 1 klass av Brittiska imperieorden
- Kommendör av Hederslegionen
- Officer av Vita lejonets orden
- Storkorset av Oranien-Nassauorden
- Silver Star
- Croix de guerre 1914–1918
- Companion av Bathorden
- Marockos sherifiska militärförtjänstorden

[Redigera Wikidata]